# Isabel I de Jerusalem
Isabel I de Jerusalem (Nablus, 1172 - Acre, 1205) fou una reina de Jerusalem de 1192 a 1205. La princesa i després reina estava força poc interessada pels afers polítics, però fou casada quatre vegades segons les necessitats del regne i obligada per les mateixes raons de separar-se del seu anterior marit.

## Família
Filla de rei Amalric I de Jerusalem i de  Maria Comnena. Es va casar en primeres noces al krak de Moab el novembre 1183 Onfroi IV, senyor de Toron. No van tenir fills i els barons del regne l'obligaren a separar-se del seu marit
Casada en segones noces a Acre el 24 de novembre de 1190 amb Conrad de Montferrat († 1192), senyor de Tyr, marquès de Montferrat a continuació rei de Jerusalem i va tenir una filla pòstuma :
- Maria de Montferrat (estiu 1192 † 1212), reina de Jerusalem, casada a Joan de Brienne.

Vídua, es va casar per tercera vegada, el 5 de maig de 1192 amb Enric II de Xampanya (1166 † 1197), comte de Xampanya i rei de Jerusalem, i va tenir tres fills :
- Maria de Xampanya (1193 † abans 1205), promesa a Guiu de Lusignan, fill d'Amalric II de Xipre
- Alix de Xampanya (1195 -1246), promesa a Joan de Lusignan, fill d'Amalric II de Xipre, casada successivament (1210) a Hug I de Lusignan rei de Xipre, (1225) a Bohemon V, príncep d'Antioquia i (1241) a Raül de Soissons.
- Felip de Xampanya (vers 1196 † 1250), promès a Hug de Lusignan casada cap a 1213 amb Erard de Brienne, senyor de Ramerupt i de Vénisy.

De nou vídua, es casa per quarta i darrera vegada a Acre el gener de 1198 amb Amalric II de Lusignan, ja rei de Xipre i va tenir :
- Sibil·la de Lusignan (1198 † després de 1225), casada a Lleó II, príncep d'Armènia
- Melisenda de Lusignan(† després de 1249), casada amb Bohemon IV, príncep d'Antioquia
- Amalric de Lusignan (1201 † 1205)

## Princesa
Quan el seu pare hereta de la corona de Jerusalem, el 1162, estava casat amb Agnès de Courtenay, i els barons del regne anunciaren a Amalric que no acceptarien Agnès com reina. Posen doncs Amalric en la situació d'haver d'escollir entre el tron i la seva esposa. Amalric va repudiar a la seva dona i fou coronat rei de Jerusalem. Dos fill havien nascut d'aquest primer matrimoni : Balduí IV el Leprós i Sibil·la. El 29 d'agost de 1167, Amalric es va tornar a casar amb Maria Comnena, besneboda de Manuel I Comnè, emperador romà d'Orient, la qual dona naixement l'any 1172 a una filla, Isabel de Jerusalem.
Encara que el seu germà patia de la lepra i no podia pas tenir fills, la qüestió del matrimoni de Isabel no posava més que un problema relatiu, perquè el tribunal comptava sobre el marit de Sibil·la per assegurar la successió del regne de Jerusalem. També Balduí accepta de casar-la el 1183 amb un noble franc, Onfroi IV de Toron, petit-fils del conestable Onfroi II de Toron, mort l'abril de 1179 al curs de la presa del Chastelet del Gué de Jacob, donant la vida per permetre al rei salvar la seva. Estevaneta de Milly, la mare de Onfroi, fou casada ara amb Reinald de Châtillon, senyor de Transjordània, la boda va tenir lloc al krak de Moab, el novembre de 1183. Reinald de Châtillon havia organitzat al curs de l'hivern precedent una expedició contra la Meca, i Saladí, resolt a venjar l'afront i a apartar el perill que representava la senyoria de Transjordània pels seus estats, va posar setge davant el krak, en plenes festivitats de matrimoni. Sobre la demanda d'Estevaneta de Milly, que havia conegut en la seva joventut, va acceptar de no tirar amb els trabucs a la torre on la jove parella passa la seva nit nupcial. Balduí IV, previngut, no vacil·la pas a venir amb el seu exèrcit per forçar a Saladí a aixecar el setge.
Balduí IV va morir el 16 de març de 1185 i designa com successor el seu neveu Balduí V, de vuit anys, sota la regència de Ramon III de Trípoli, perquè Guiu de Lusignan, el marit de Sibil·la, no s'és pas revelat a l'altura de les esperances. Però Balduí V va morir cap al mes de setembre de 1186 i la qüestió de la successió del regne fou replanteja.
Els barons es repartiren llavors en dos grups. D'una part els colons, o « poltres », que estimaven que el regne no podia sobreviure més que amb una política de pau relativa amb Saladí, política que era la de Balduí el leprós. El cap de fila dels colons era el comte Ramon III. D'altra banda els croats, la majoria nascuts a Europa, no comprenen pas o comprenen malament aquesta política de compromís i estan disposats a enfrontar aals musulmans. És Guiu de Lusignan que és al cap d'aquests últims. Les lleis del regne, que necessiten que el rei sigui acceptat per l'assemblea dels barons, fan que els dos caps poden pretendre a la corona, Guiu de Lusignan en tant que el més pròxim parent dels precedents reis, i Ramon III en tant que regent designat per Balduí el leprós.
Joscelí III de Courtenay, un baró nascut a Terra Santa, del bàndol dels croats, aconseguí persuadir a Ramon de reunir els seus partidaris a Nablus durant l'enterrament de Balduí V, i la reina Sibil·la aprofita la seva absència per fer-se coronar reina i per fer coronar el seu marit. Però aquest coronament no és vàlid més que amb l'assentiment de l'assemblea dels barons. Conscient que mantenir la seva candidatura fa córrer el risc de portar el regne a la guerra civil, Ramon desisteix, però proposa una tercera tria : proposar la corona a Isabel i al seu marit, Onfroi de Toron. Terroritzat per les responsabilitats lligades a la corona, Onfroi abandonà immediatament Naplus i va fer submissió a Sibil·la.
Els colons no tenen altra opció que acceptar a Guiu de Lusignan com rei, el qual porta el regne a la ruïna en menys d'un any, en perdre la batalla de Hattin el 4 de juliol de 1187. Conrad de Montferrat, un croat que arriba a Terra Santa algunes setmanes més tard, aconsegueix defensar Tir i a tenir Saladí aturat, però Conrad va refusar a Guiu de Lusignan l'accés a la ciutat. Aquest últim marxa llavors a assetjar Acre.

## Reina de Jerusalem
La mort de Sibil·la l'octubre de 1190 durant aquest setge, ho canviava tot. Guiu de Lusignan no és rei que per matrimoni, i jurídicament la corona hauria de tornar a Isabel, o almenys l'assemblea dels barons hauria de decidir sobre la sort de la corona. El problema era que Onfroi de Toron, el marit de Isabel, no acontentava més als barons que Guiu de Lusignan. Faltava al regne un rei capaç de redreçar la situació, i aquest rei podria ser Conrad de Montferrat. Però escollir un rei de fora de la família reial pot portar oposició i guerres civils.
Per resoldre aquest problema, els barons van tenir la idea de fer anul·lar el matrimoni d' Onfroi i de Isabel i de fer casar a aquesta darrera amb Conrad de Montferrat. Però Isabel, que estima al seu marit, refuse de sotmetre's a aquestes intrigues polítiques. La seva mare, Maria Comnena, que odiava a Estevaneta de Milly, es va posar llavors a persuadir a Isabel d'acceptar el matrimoni polític. D'altra part, Ubald, legat del papa i arquebisbe de Pisa, efectua una enquesta sobre el matrimoni i comprovant que Isabel no tenia més que onze anys al contreure matrimoni, el feu anul·lar per la raó que l'edat legal no havia encara arribat. Onfroi intenta protestar contra aquesta decisió, però un baró, Guiu de Senlis, boteller de França, li llança un repte en combat singular. Onfroi, refuse d'acceptar-lo i s'uneix a Guiu de Lusignan.
El 24 de novembre de 1190, Isabel fou casada amb Conrad de Montferrat. Els dos reis Felip II de França (Felip August) i Ricard Cor de Lleó arriben i ajuden a prendre Sant Joan d'Acre. La rivalitat entre Conrad i Guiu es trasllada als dos reis europeus, Felip sostenint Conrad i Ricard sostenint Guiu. Però l'abril 1192, Richard, davant l'oposició dels barons, no té altra elecció que reconèixer a Conrad de Montferrat com rei i vendre Xipre a Guiu de Lusignan. El 28 d'abril de 1192, dos Nizarites assassinaren Conrad.
Per la successió la tria dels barons es porta immediatament sobre la persona del comte Enric II de Xampanya, un home que ha mostrat les seves capacitats a prendre en mà els destins del regne i que presenta a més l'avantatge de ser nebot del rei de França i de Ricard Cor de Lleó. El matrimoni fou celebrat el 5 de maig de 1192, mentre que la reina estava encinta del seu segon marit. D'aquest matrimoni van néixer tres fills que foren promesos amb tres fills d'Amalric II de Lusignan, rei de Xipre, en una preocupació d'acostament cap a la monarquia xipriota dels Lusignan.
Però el 10 de setembre de 1197, Enric de Xampanya va caure accidentalment d'una finestra del seu palau i es va matar. Per trobar-li un successor, els barons pensen en principi a Raül de Saint-Omer, germà de Hug II de Saint-Omer, senyor de Tiberiades, però aquests senyors semblen massa pobres per poder finançar un tribunal i un exèrcit. També la seva tria es porta sobre la persona del rei de Xipre, Amalric II de Lusignan, que es va casar amb Isabel el gener de 1198.
Amalric va morir l'1 d'abril del 1205, després d'haver tingut tres fills amb Isabel. El govern fou assegurat per Joan d'Ibelin, senyor de Beirut i germanastre d'Isabel, que esdevingué regent del regne. Isabel no va prendre part en els consells i a les decisions, de manera que cap cronista no esmenta la data de la seva mort, que se situa poc després de la del seu últim marit.